# オーストリア＝ハンガリーの国旗
オーストリア＝ハンガリー帝国には、主権国家であるオーストリアとハンガリーだけでなく、全てで18の諸王国、諸邦が存在していた。このページでは、オーストリア＝ハンガリー帝国及びその諸王国、諸邦の旗について取り上げる。

## オーストリア＝ハンガリー帝国の「国旗」
オーストリア＝ハンガリー帝国は、オーストリアとハンガリーの2つの主権国家で構成されていたため、共通の国旗は存在していなかった。しかし、統治者であるハプスブルク家の黒金旗が事実上の「国旗」として使われており、1869年には新たに民間で使われる商船旗が採用された。国家行事ではハプスブルク家の黒金旗とハンガリーの赤白緑の三色旗が使用された。

## オーストリア＝ハンガリー帝国

ハプスブルク君主国の旗 (事実上の国旗)

オーストリア＝ハンガリー帝国の商船旗
オーストリア＝ハンガリー帝国の軍艦旗
オーストリア＝ハンガリー帝国の軍艦旗 (実際には不使用)

皇帝旗 (～1915年)
皇后旗 (～1915年)
皇帝及び皇后旗
連隊旗 (一例)

## 帝国議会において代表される諸王国および諸邦（ツィスライタニエン）

オーストリア (ツィスライタニエン) の国旗

下エスターライヒ大公国の国旗
上エスターライヒ大公国の国旗
ザルツブルク公爵領の旗
チロル伯爵領の旗
チロル領フォアアールベルクの旗
シュタイアーマルク公爵領の旗
ケルンテン公国の国旗
ボヘミア王国の国旗
モラヴィア辺境伯領の国旗
シュレジェン公爵領の旗
ブコヴィナ公爵領の旗
カルニオラ（クライン）公国の国旗
ダルマチア王国の国旗
ガリツィア・ロドメリア王国の国旗
オーストリア領キュステンラントの旗
イストリア辺境伯領の旗
ゲルツ＝グラディスカ伯爵領の旗
帝国直属都市トリエステの旗

## 神聖なるハンガリーのイシュトヴァーン王冠の諸邦（トランスライタニエン）

ハンガリー王国 (トランスライタニエン) の国旗 (サポーターなし版)
ハンガリー王国(トランスライタニエン)の国旗 (サポーターあり版)
ハンガリー王国(トランスライタニエン)の市民旗
トランスライタニエン内陸水域の民間旗 (非公式)

クロアチア＝スラヴォニア王国の国旗
クロアチア＝スラヴォニア王国の国旗 (非公式)
クロアチア＝スラヴォニア王国の市民旗

## 共同統治

共同統治国ボスニア・ヘルツェゴヴィナの国旗

## 使用例

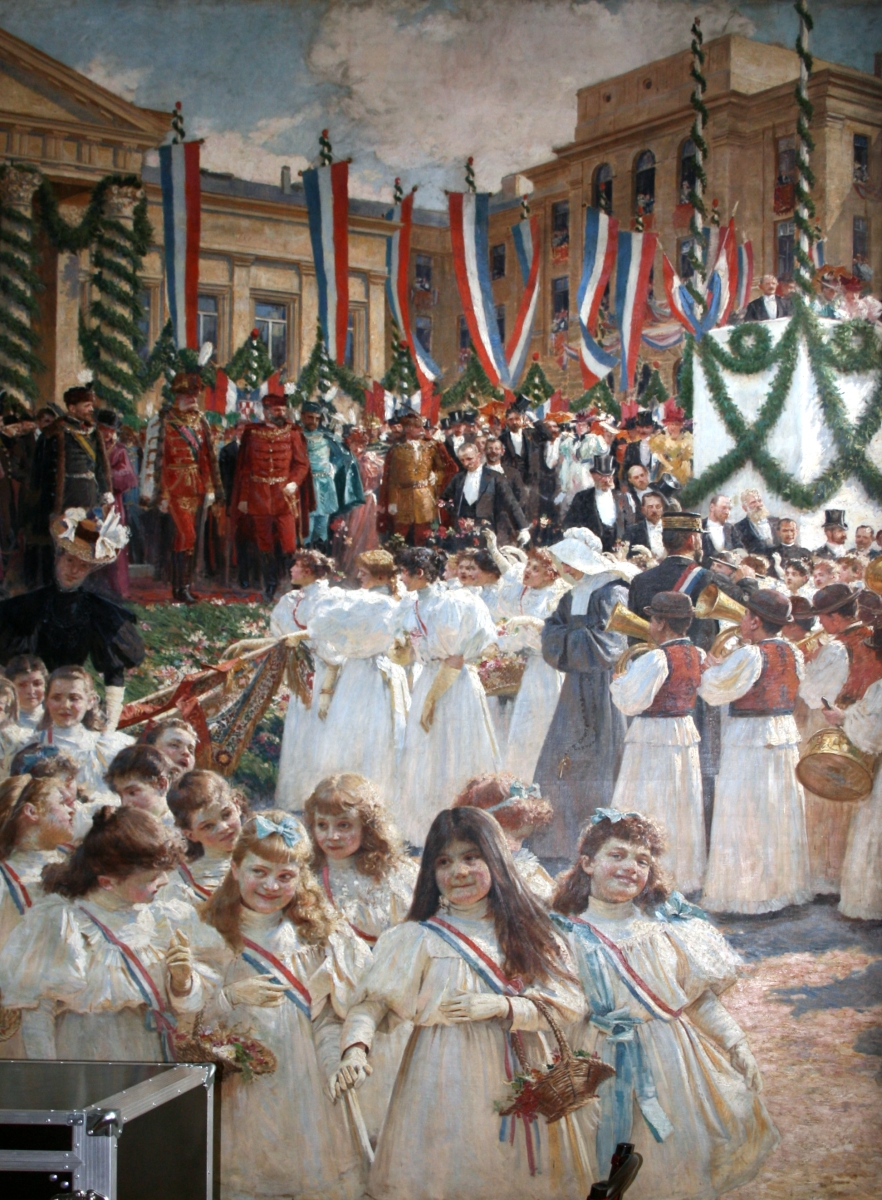
ザグレブを訪問するフランツ・ヨーゼフ1世(1895年)。クロアチアの旗が描かれている
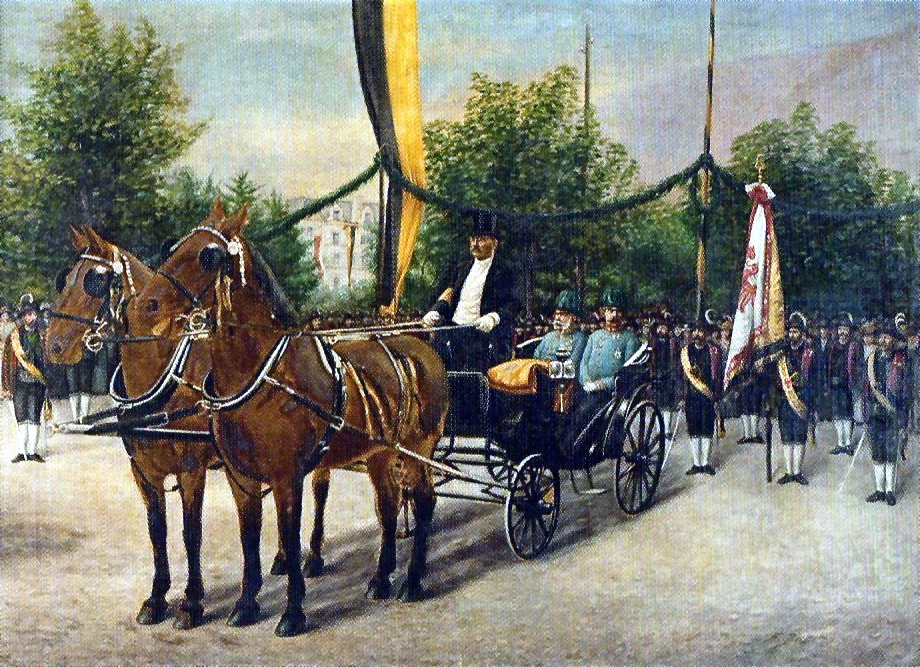
メラーノの皇帝フランツ・ヨーゼフ1世 (黒金旗)。(1900年)
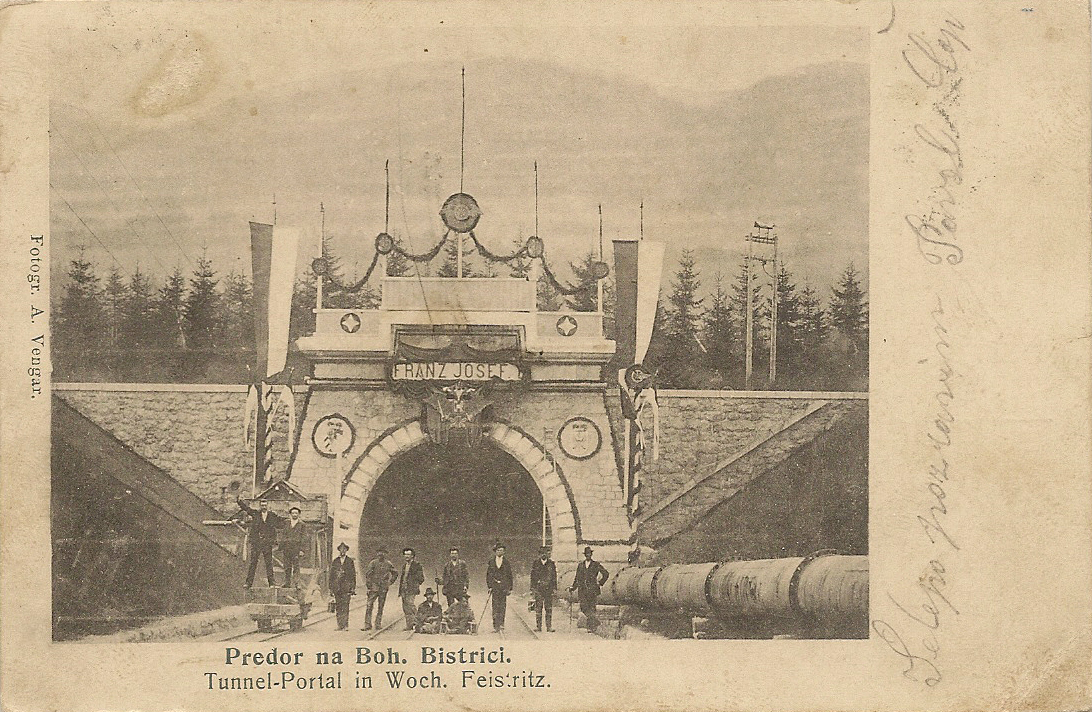
ボーヒニ隧道開通式 (二色旗)。(1906年)
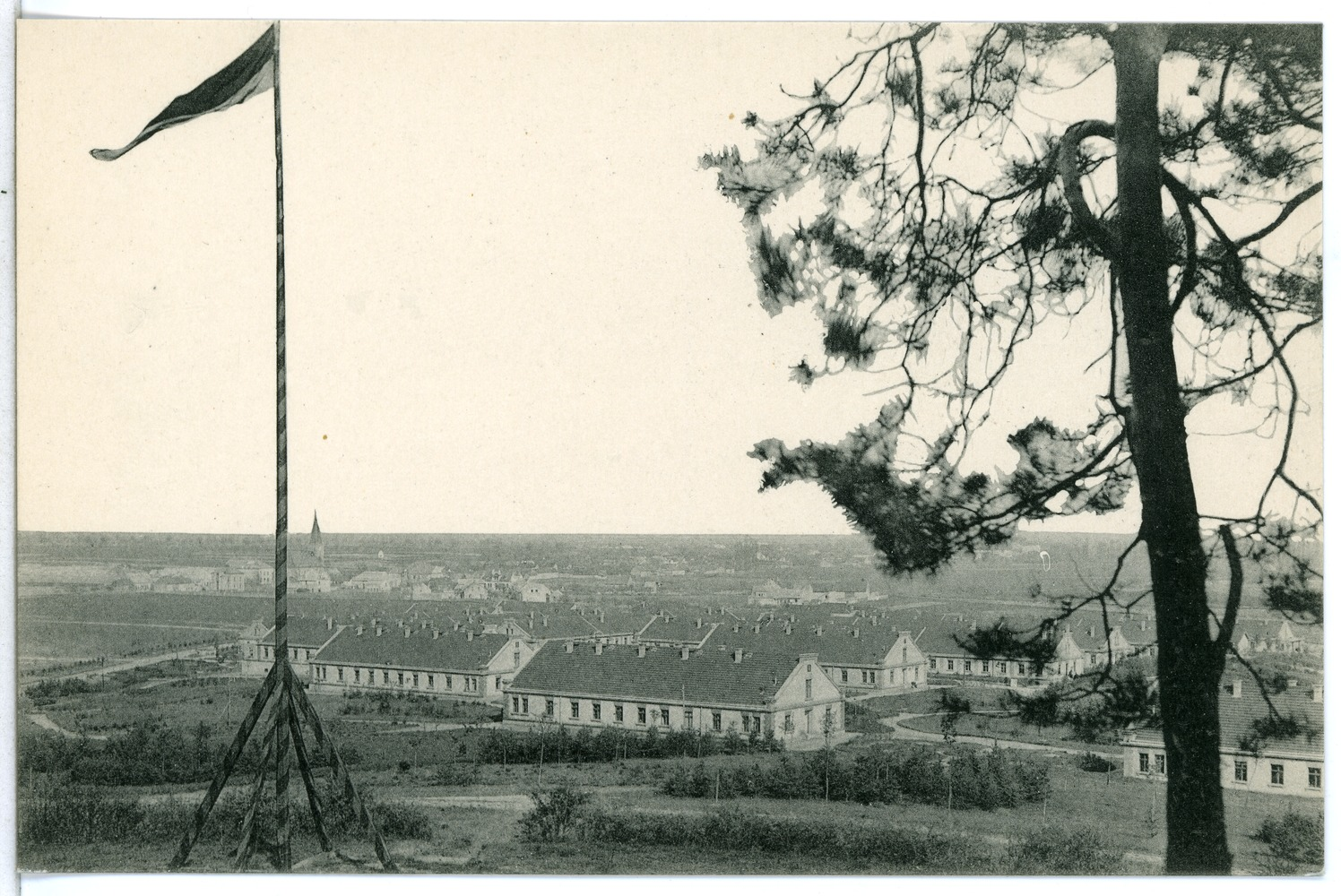
オーストリア＝ハンガリー帝国軍の軍事基地(二色旗)。(1910年)
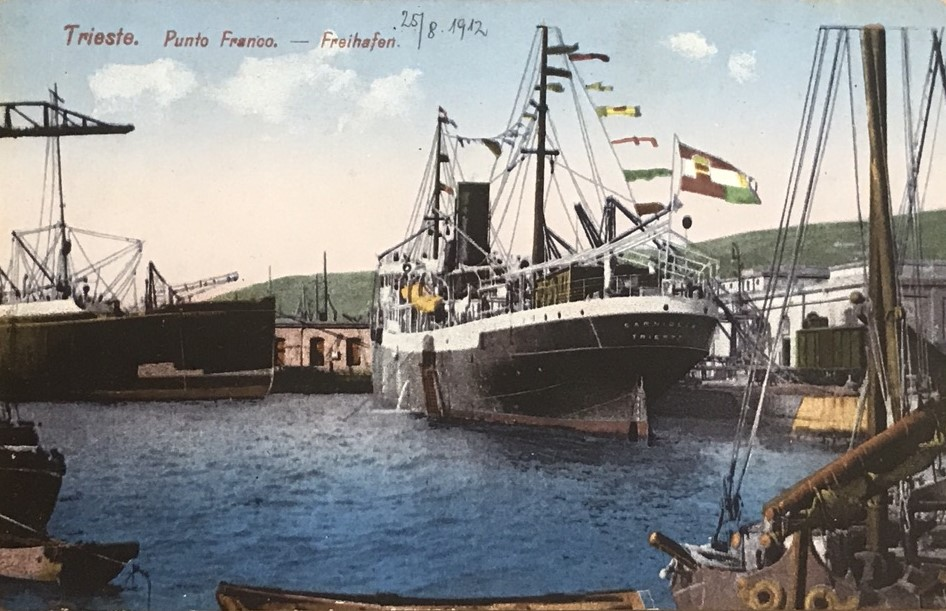
オーストリア＝ハンガリー帝国の蒸気船(商船旗)。(1912年)
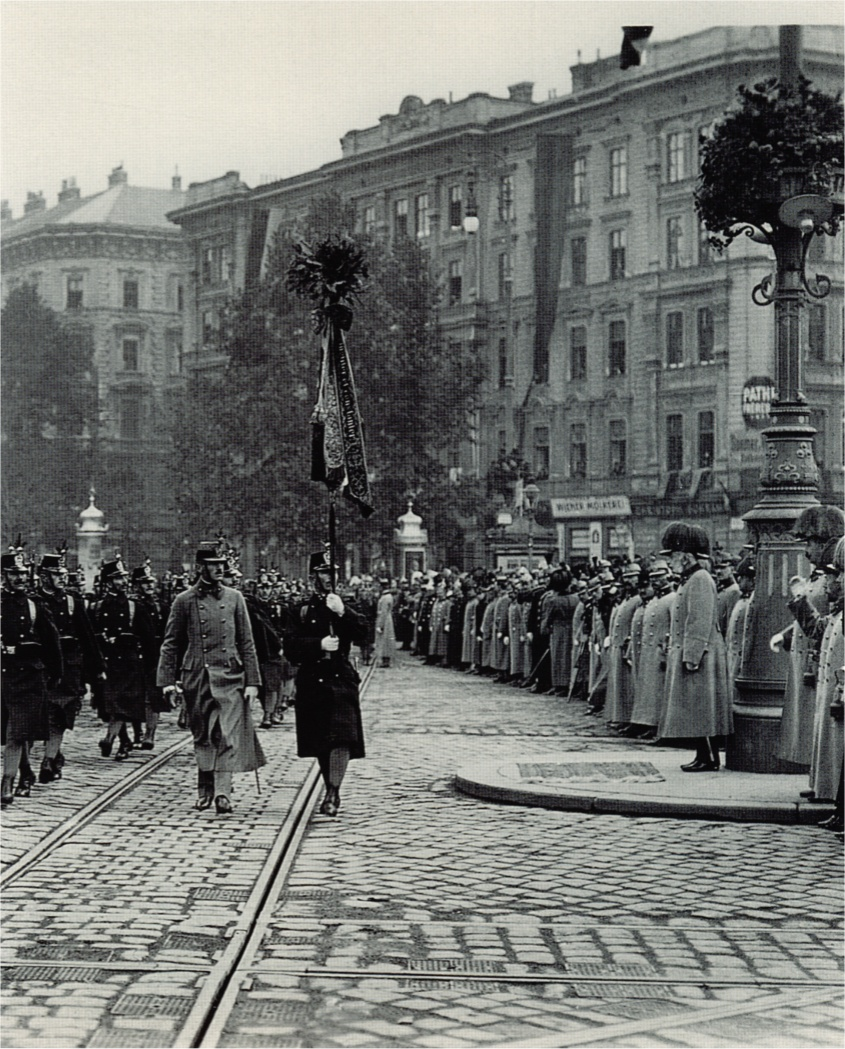
ウイーンでの軍事パレード(二色旗)。(1913年)
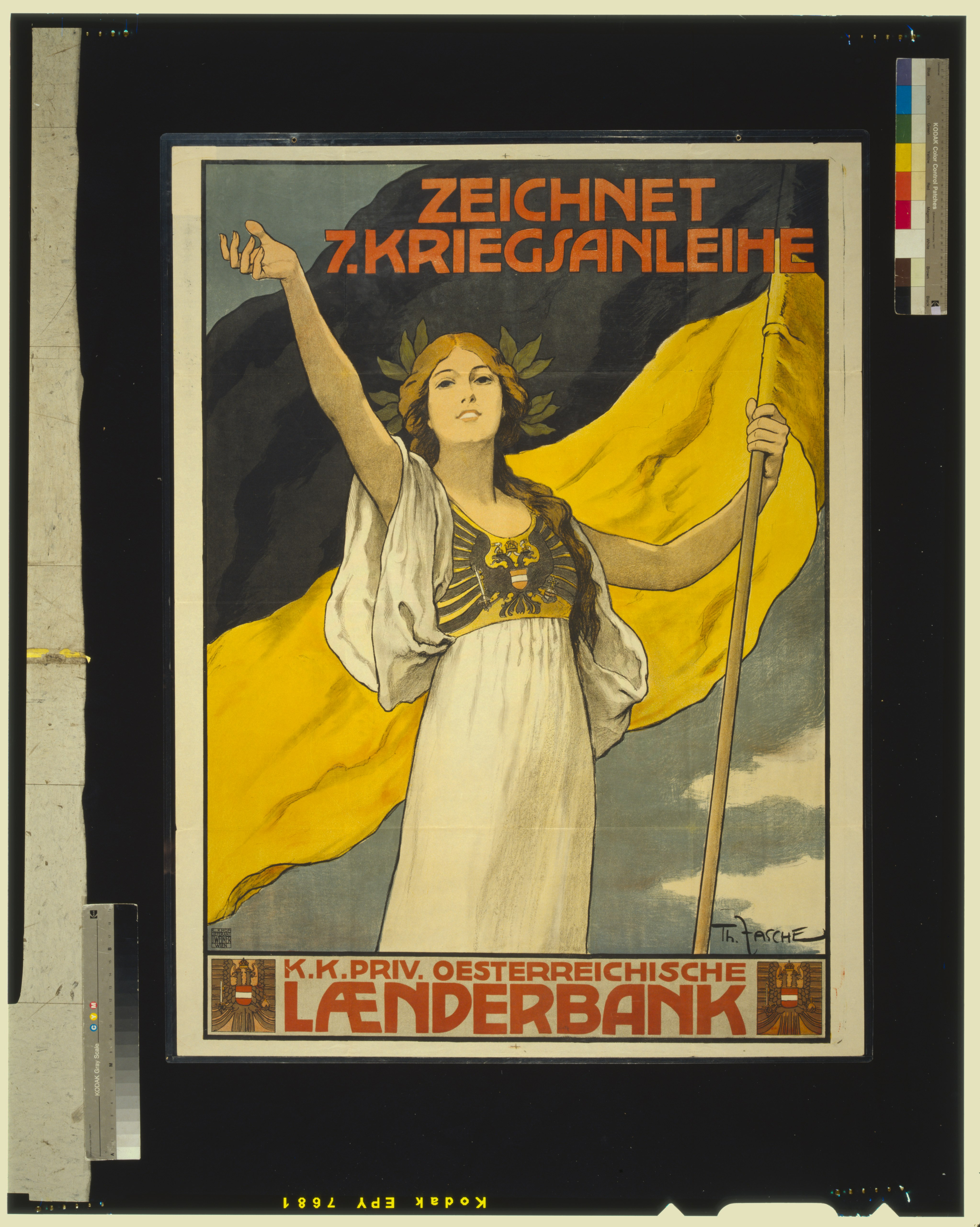
戦時国債の購入を奨励するプロパガンダポスター。
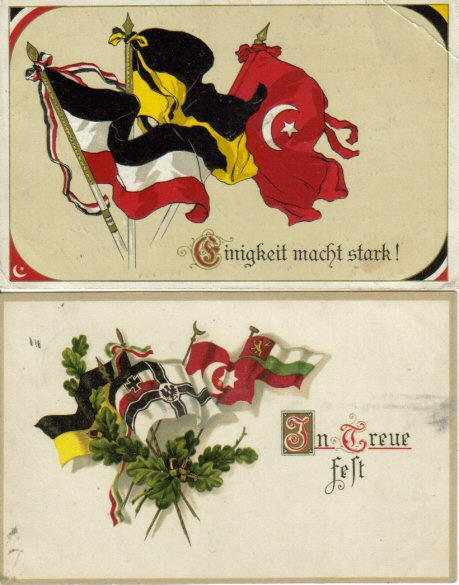
第一次世界大戦時の中央同盟国の旗を描いたプロパガンダポスター。黒金色がオーストリア＝ハンガリー帝国の旗である。
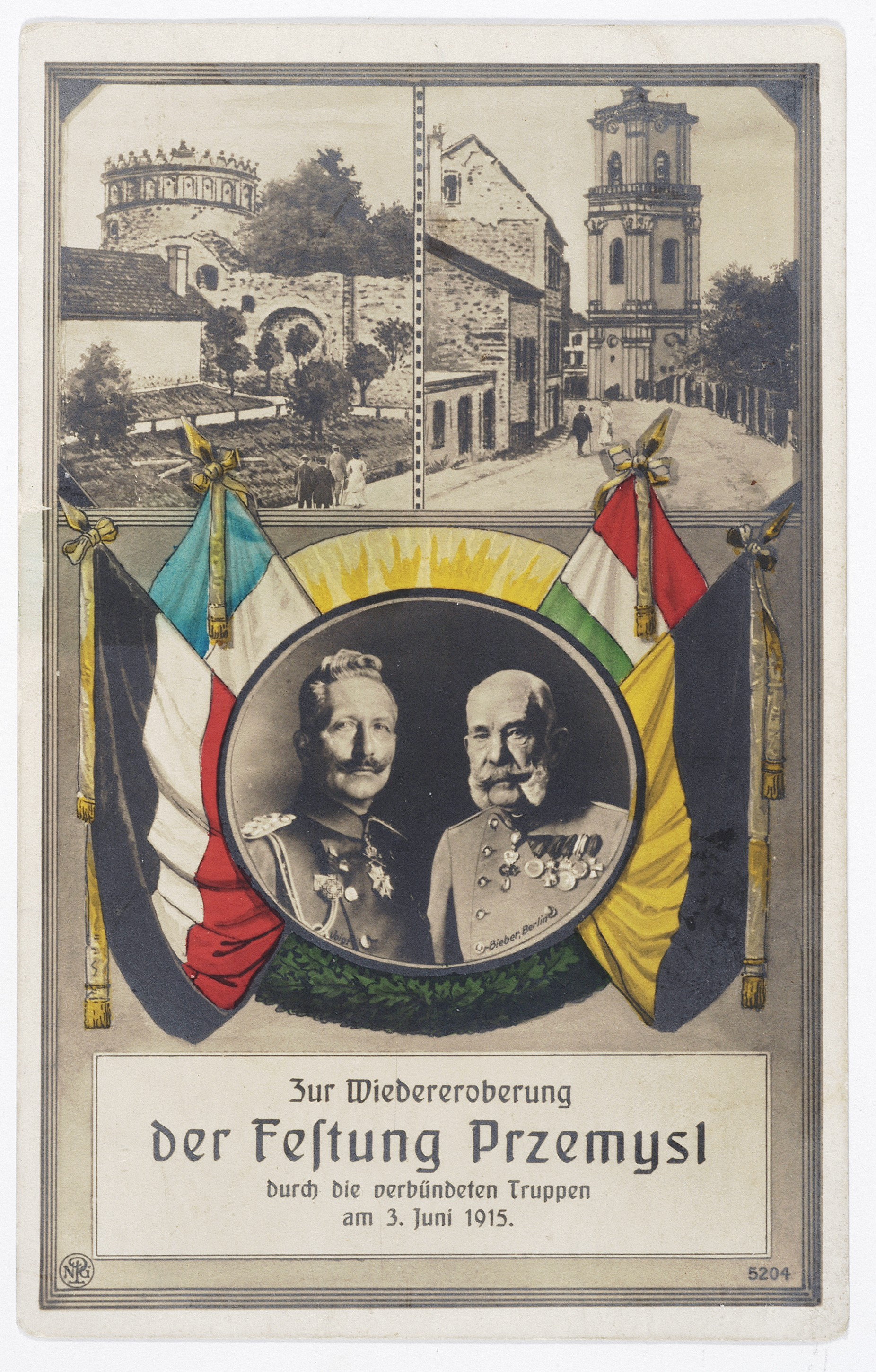
プシェムィシル要塞の解放を記念したプロパガンダポスター。黒金旗と赤白緑の旗で表されているのがオーストリア＝ハンガリー帝国である。(1915年)
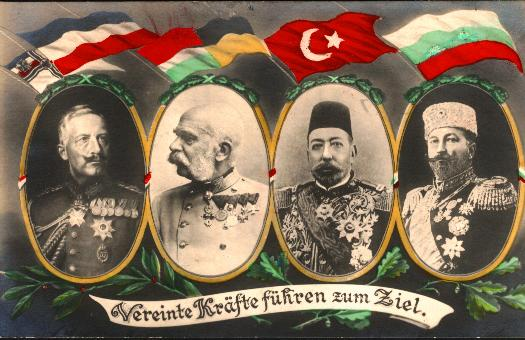
オーストリア＝ハンガリー帝国がハプスブルク君主国とハンガリーの国旗で表されている中央同盟国のプロパガンダポスター。
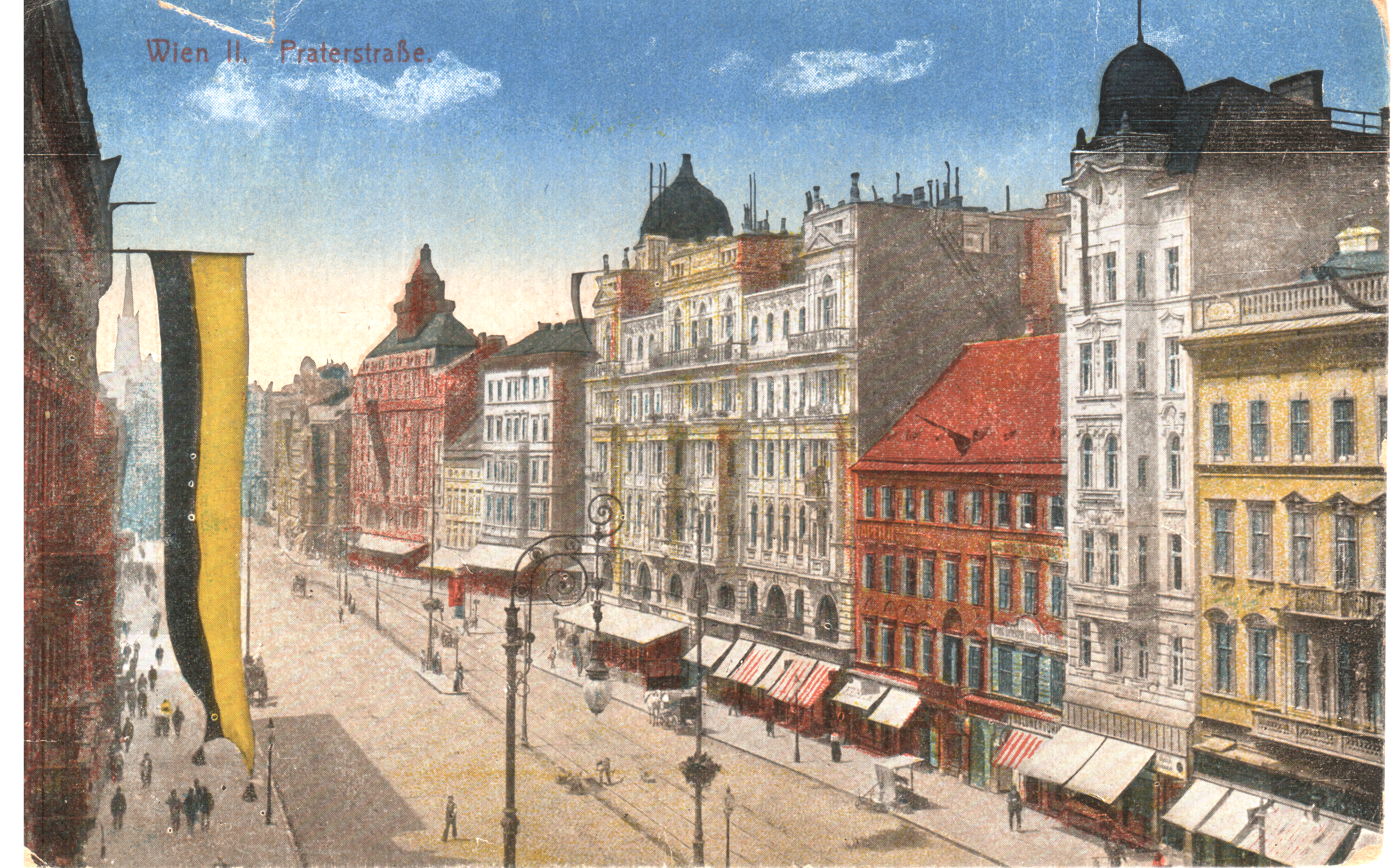
ウイーン、プラーター通り。(1917年)